# José Inácio Accioli do Prado
José Inácio Accioli do Prado, primeiro e único barão de Aracaju, (Pernambuco, 1824 — Sergipe, 28 de março de 1904) foi um fazendeiro brasileiro.
Casou-se com Teresa Bibiana de Almeida, com quem teve uma filha: Clara Accioli do Prado.

## Títulos nobiliárquicos
Barão de Aracaju
Título conferido por decreto imperial em 14 de agosto de 1872. Faz referência a Aracaju, e em tupi significa cajueiros dos papagaios.